# Campeonato mundial Sub 20 de hockey patines masculino de 2005
El II Campeonato mundial Sub 20 de hockey sobre patines masculino se celebró en Argentina en 2005, con la participación de diez Selecciones nacionales masculinas de hockey patines de categoría Junior, es decir, compuestas exclusivamente por jugadores menores de veinte años, todas ellas participantes por libre inscripción. Todos los partidos se disputaron en la localidad mendocina de Malargüe.

## Clasificación final
| Posición | Equipo         |
| -------- | -------------- |
| 1        | Argentina      |
| 2        | España         |
| 3        | Chile          |
| 4        | Brasil         |
| 5        | Alemania       |
| 6        | Inglaterra     |
| 7        | Colombia       |
| 8        | Australia      |
| 9        | Estados Unidos |
| 10       | Uruguay        |

| Predecesor: Campeonato Mundial Sub 20 2003 | Campeonato mundial Sub 20 de hockey patines 2005 | Sucesor: Campeonato Mundial Sub 20 2007 |

- Datos: Q606121